# Ілоська волость
Ілоська волость — історична адміністративно-територіальна одиниця Кобринського повіту Гродненської губернії Російської імперії. Волосний центр — село Ілоськ.

## У складі Польщі
Після анексії Полісся Польщею волость отримала назву ґміна Ілоськ.
Розпорядженням Міністра внутрішніх справ Польщі 23 березня 1928 р. ґміна ліквідована і передано:
- до новоствореної ґміни Дятьковичі — села: Березна, Бобки, Буди, Дубова, Лави, Лука, Мазури, Новосілки, Одринка, Полюшин, Ілоськ, Смолярня, Смединя, Фільварки: Ганнопіль, Полюшин, Ілоськ, Колонія-Вінниця, селища: Маряново, Шемотівка, Заілоськ, лісничівка: Юханець;
- до Антополь — села: Хидри, Демидівщина, Грушева, Осмоловичі, Шури, фільварки: Грушева, Піщанка, Підселення, Рознітича, селище: Піщанка і цегельня Студінка;
- до ґміни Городець — села: Кустовичі, Ліщани і Підземелля;
- до ґміни Подолісся — село Мочульники.